# 오픈 로드 필름스
오픈 로드 필름스(영어: Open Road Films)는 미국의 영화 배급사이다. 2011년 3월에 AMC 시어터스 및 리걸 엔터테인먼트 그룹에 의해 설립되었다.